# Hiltmannsdorf

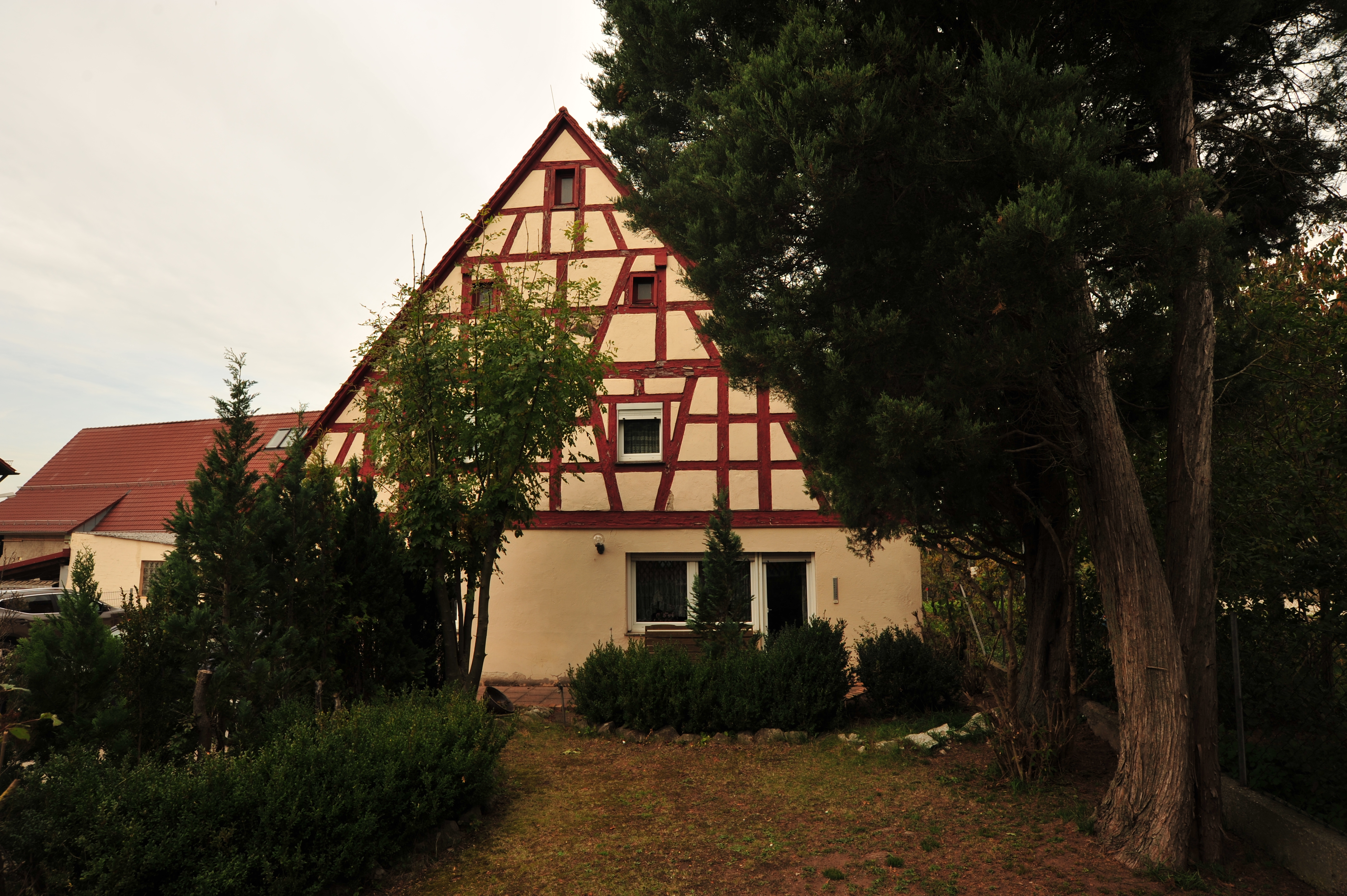
Alte Dorfstraße 15: Ehemaliges Wohnstallhaus

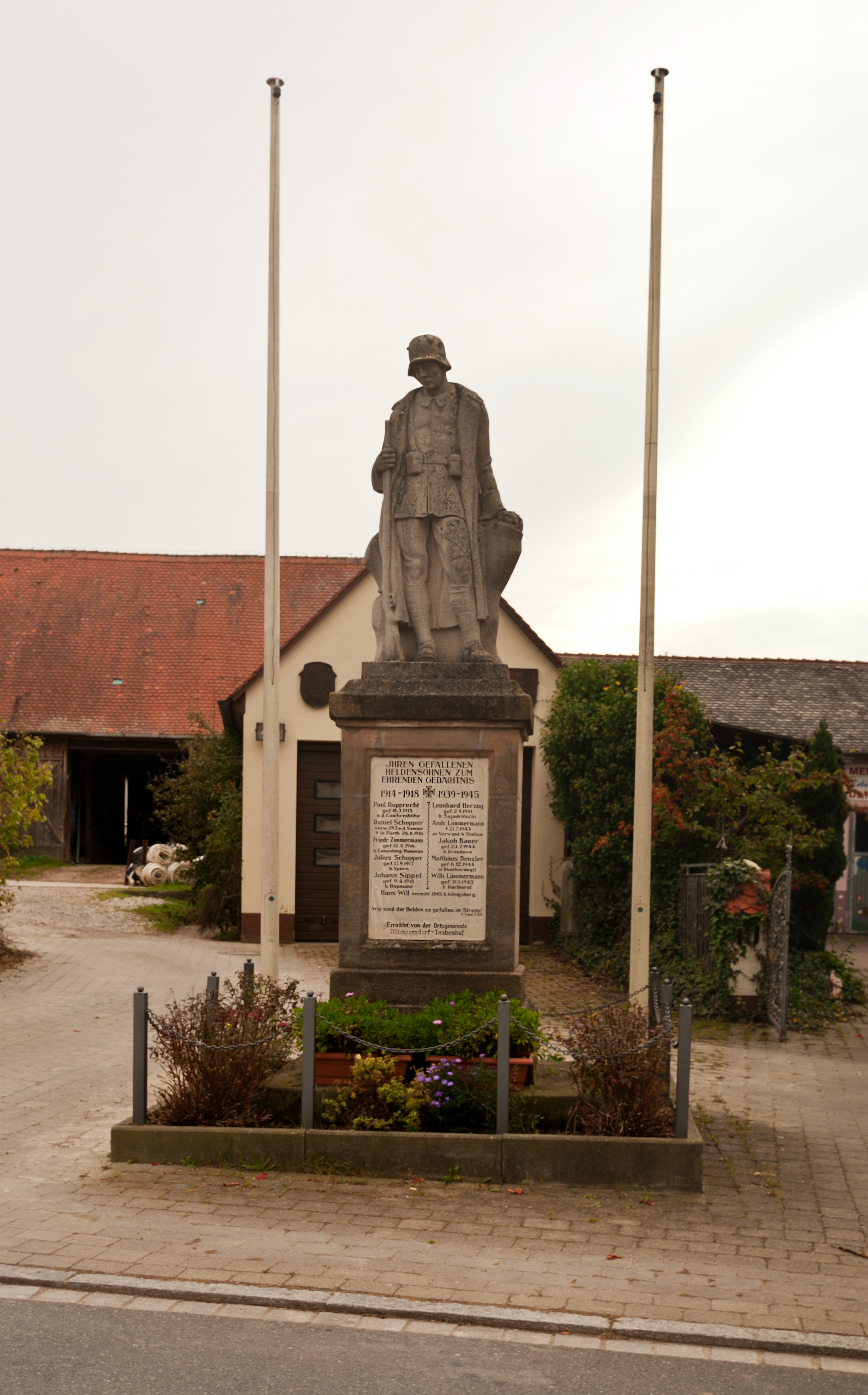
Kriegerdenkmal

Hiltmannsdorf (fränkisch: Hilbeasch-doaf) ist ein Gemeindeteil der Gemeinde Seukendorf im Landkreis Fürth (Mittelfranken, Bayern). Hiltmannsdorf liegt in der Gemarkung Seukendorf.

## Geographie
Das Dorf liegt am Südufer des Farrnbachs und ist unmittelbar von Acker- und Grünland mit vereinzeltem Baumbestand umgeben. 0,5 km südlich des Ortes liegen die Waldgebiete Langer Strich und Lochholz, 0,5 km nordöstlich die Schmalhölzer. Gemeindeverbindungsstraßen führen zur Kohlersmühle (0,7 km westlich) und dem Taubenhof (0,3 km nördlich).

## Geschichte
Der Ort wurde 1241 als „Hiltmerstorff“ erstmals urkundlich erwähnt. Das Bestimmungswort des Ortsnamens ist der Personenname Hiltmar.
Gegen Ende des 18. Jahrhunderts gab es in Hiltmannsdorf 14 Anwesen. Das Hochgericht übte das brandenburg-ansbachische Oberamt Cadolzburg aus, was vom Landpflegamt Nürnberg strittig gemacht wurde. Die Dorf- und Gemeindeherrschaft hatte das brandenburg-ansbachische Kastenamt Cadolzburg. Grundherren waren das Hochstift Bamberg (Dompropsteiamt Fürth:2 Halbhöfe, 1 Haus; Amt Herzogenaurach: 1 Gut), die Reichsstadt Nürnberg (Landesalmosenamt: 2 Halbhöfe; St.-Klara-Klosteramt: 1 Gut) und Nürnberger Eigenherren (von Grundherr: 2 Halbhöfe; von Kreß: 2 Halbhöfe; von Pömer: 1 Viertelhof; von Scheurl: 1 Viertelhof; von Zeltner: 2 Güter). 1800 gab es weiterhin 14 Anwesen.
Von 1797 bis 1808 unterstand der Ort dem Justiz- und Kammeramt Cadolzburg. Im Rahmen des Gemeindeedikts wurde Hiltmannsdorf dem 1808 gebildeten Steuerdistrikt Seukendorf zugeordnet. Es gehörte der im selben Jahr gebildeten Ruralgemeinde Seukendorf an. Von 1821 bis 1848 unterstand 1 Anwesen in der freiwilligen Gerichtsbarkeit dem Patrimonialgericht Defersdorf, 2 Anwesen unterstanden von 1823 bis 1835 dem Patrimonialgericht Boxdorf.

### Baudenkmäler
- Alte Dorfstr. 15: Ehemaliges Wohnstallhaus[11]
- Kriegerdenkmal[11]

### Einwohnerentwicklung
| Jahr      | 001818 | 001840 | 001861 | 001871 | 001885 | 001900 | 001925 | 001950 | 001961 | 001970 | 001987 |
| Einwohner | 88     | 106    | 91     | 94     | 86     | 91     | 82     | 131    | 118    | 126    | 589    |
| Häuser    | 15     | 20     |        |        | 17     | 16     | 15     | 15     | 22     |        | 161    |
| Quelle    | [ 13 ] | [ 14 ] | [ 15 ] | [ 16 ] | [ 17 ] | [ 18 ] | [ 19 ] | [ 20 ] | [ 21 ] | [ 22 ] | [ 23 ] |

## Religion
Der Ort ist seit der Reformation evangelisch-lutherisch geprägt und war ursprünglich nach St. Johannes der Täufer (Burgfarrnbach) gepfarrt, seit der ersten Hälfte des 20. Jahrhunderts ist die Pfarrei St. Katharina (Seukendorf) zuständig. Die Einwohner römisch-katholischer Konfession sind nach St. Otto (Cadolzburg) gepfarrt.